# فريدي بورجويس
فريدي بورجويس (23 فبراير 1977 في فرنسا - ) (بالفرنسية: Freddy Bourgeois)‏ هو لاعب كرة قدم فرنسي في مركز الهجوم. لعب مع نادي ديجون ونادي سيدان ونادي فالينسيان ونادي كان ونيم أولمبيك وCSO Amnéville ‏.

## روابط خارجية
- فريدي بورجويس على موقع قاعدة بيانات كرة القدم.إي يو (الإنجليزية)
- فريدي بورجويس على موقع ليكيب (الفرنسية)